# Esico (Schleswig)
Esico (auch Ekkehard; † 1026) war Bischof des dänischen Bistums Schleswig.

## Leben
Esico wurde als Bischof von Schleswig laut Adam von Bremen durch Erzbischof Libentius I. von Hamburg geweiht, also zwischen 988 und 1013, als Nachfolger von Poppo. Eine Liste Schleswiger Bischöfe aus dem 11. Jahrhundert datierte seinen Amtsbeginn allerdings erst in das Jahr 1015.
Er war wahrscheinlich der Bischof Ekkehard von Schleswig, der seit 1000 in einigen Urkunden im Reich erschien. Die Hildesheimer Annalen berichteten vom Tod des Bischofs Ekkehardus von Schleswig für das Jahr 1026. Dies entspricht dem Datum der Bischofsliste. Ein Hildesheimer Nekrolog gedachte ebenfalls eines Schleswiger Bischofs Ekkehardus zum XI. Non. Aug.
Der Bischof Eziko von Oldenburg, der etwa um 983 als dritter Bischof residierte, war möglicherweise identisch mit ihm.